# Carolyn Waldo
Carolyn Jane Waldo (Montreal, 11 de dezembro de 1964) é uma nadadora sincronizada canadiana, bicampeã olímpica.

## Carreira
Carolyn Waldo representou seu país nos Jogos Olímpicos de 1984 e 1988, ganhando a medalha de ouro no solo e no dueto em 1988, com a parceira Michelle Cameron. É atualmente comentarista da TV canadense.